# 캅카스 제어

코카서스 지역의 대략적 언어민족 구분

캅카스 제어 또는 코카서스 제어(Caucasian languages)는 주로 코카서스에서 사용되는 언어들을 통틀어 이르는 명칭이다. 현대에는 계통상 관계성이 밝혀지지 않은 3가지의 서로 다른 어족, 곧 남캅카스어족, 북서캅카스어족, 북동캅카스어족이 분류되어 있다. 해당 지역에서 쓰이는 인구어족 및 튀르크어족 언어들을 포함하기도 하나, 서로 계통 관계는 없다.
과거에는 캅카스 지역의 제 언어들을 한 어족인 '이베로-캅카스어족'으로 묶는 것이 Arnold Chikobava 등에 의해 시도되었으나 계통상 명확한 관계가 밝혀지지 않아 현대에는 받아들여지지 않고 있다. 다만 북서캅카스어족과 북동캅카스어족 간에는 계통상 관계가 있을 것이라는 가설도 있으며 이들을 한데로 묶어 북캅카스어족으로 칭하기도 한다.

## 언어 목록
- 남캅카스어족(카르트벨리어족)
- 북서캅카스어족
- 북동캅카스어족

## 같이 보기
- 캅카스
- 유럽의 언어
- 북캅카스
- 남캅카스